# 奥黑尔站
奧海爾站（英語：O'Hare station）是芝加哥地鐵藍線的終點站。位于芝加哥歐海爾國際機場。
本站于1984年9月3日作為芝加哥地鐵藍線的延長線終點站和歐海爾國際機場的一個車站启用。站内有两个岛式站台及三条股道，位于1、2及3号航站楼的停车场下。列车按高峰期时刻表每2-7分钟于本站发车，到达环线约需40分钟。本站是芝加哥轨道交通的最西北点，也是全路网唯一的地下终点站。